# Чигирское озеро
Чигирское (также Шиги́рское) — проточное озеро на Среднем Урале, в районе города Кировграда Свердловской области. Озеро известно благодаря найденному здесь Шигирскому идолу. Площадь поверхности озера — 2,56 км².

## География
Чигирское озеро расположено между посёлком Нейво-Рудянка и городом Кировградом. Несмотря на то, что озеро удалено примерно на 3,5 км от обоих населённых пунктов, оно полностью расположено в административных границах Кировграда.
Берега Чигирского озера сильно заболочены. Дно песчаное. Глубина достигает 3 м. Урез воды — 240,9 м. С северо-востока, запада и юга озеро окружено смешанными лесами. Чигирское озеро разделено дамбами на отдельные котловины. Одна из дамб делит озеро практически по середине на две крупные восточную и западную части. Другие дамбы отгораживают малые по площади акватории от восточной части водоёма. К юго-востоку и востоку от Чигирского озера расположены также несколько отдельных котловин, тянущихся цепью вдоль течения реки Исток, которая вытекает из юго-восточной части озера и впадает в реку Нейву. Также от Чигирского озера до Нейвы проходит искусственный водоотвод. В западную часть озера впадает река Калата. Слева от устья реки расположена насосная станция. На самом Чигирском озере есть множество мелких островов. В окрестностях озера расположено несколько покинутых населённых пунктов: Андреевский, Горушка, Резной.
Из Чигирского озера осуществляется водоснабжение города Кировграда.
Добраться до озера можно на транспорте повышенной проходимости (велосипеды, мотоциклы, квадроциклы, внедорожники и др.) или пешком по лесным и грунтовым дорогам:
- из Нейво-Рудянки — по дороге в продолжении улицы Ленина на север или по уходящей в лес дороге после железнодорожного моста на выезде из посёлка в сторону Верхнего Тагила,
- из Кировграда — по дороге в продолжении улицы Свободы в обход промышленных предприятий,
- из Шуралы — по грунтовой дороге в продолжении Красноармейской улицы на юг.

## Ихтиофауна
В Шигирском озере обитает рыба: карась, чебак, лещ. Озеро является излюбленным местом местных рыболовов.

## Данные водного реестра
По данным государственного водного реестра России, Чигирское озеро относится к Иртышскому бассейновому округу, водохозяйственный участок реки Нейвы — от истока до Невьянского гидроузла; речному подбассейну Тобола; речному бассейну Иртыша. Код объекта в государственном водном реестре — 14010501611111200010822.

## Шигирский идол
24 января 1890 года в районе Шигирского озера, на втором Курьинском разрезе, были обнаружены 10 деревянных частей идола. В настоящее время место находки затоплено. Находки передали в Уральское общество любителей естествознания. Сборкой идола занялся хранитель музея УОЛЕ Д. И. Лобанов, но попытка собрать воедино идол не удалось. Вторым воссоздателем древней святыни был в 1914 году провёл учёный-археолог Владимир Яковлевич Толмачёв, который в 1914 году сложил части идола в длинную узкую фигуру длиной 5,3 м, состыковав резной узор на всех кусках, и зарисовал собранное творение со всех сторон.
В советское время идол разобрали и не восстанавливали. Кроме того, были утрачены некоторые части деревянного истукана.
В 1997 году срез дерева был отправлен на исследование, по результатам которого установлен примерный возраст находки — дерево срублено не позднее 8-го тысячелетия до н. э., что соответствует эпохе мезолита. Сегодня истукану насчитывают не менее 11 тысяч лет.